# São José da Lagoa Tapada
São José da Lagoa Tapada is een gemeente in de Braziliaanse deelstaat Paraíba. De gemeente telt 8.067 inwoners (schatting 2009).
De gemeente grenst aan  Nazarezinho, Sousa, Coremas, Pombal en Aguiar.